# Blackpool FC Harare
El Blackpool FC fue un equipo de fútbol de Zimbabue que alguna vez jugó en la Liga Premier de Zimbabue, primera división de fútbol en el país.

## Historia
Fue fundado en el año 1979 en la capital Harare tras la independencia de Zimbabue por un grupo de pobladores originarios de la ciudad de Blackpool, Inglaterra, adoptando también los colores del Blackpool FC.
Fue hasta mediados de la década de los años 1990s que lograrían jugar en la Liga Premier de Zimbabue, en donde en la temporada 1994 ganarían la Copa de Zimbabue al vencer al Wankie FC con marcador de 2-1. El club se mantuvo en la Liga Premier de Zimbabue hasta la temporada 1998/ en la cual salvaron la categoría en la fase de playoff pero el club desaparece al finalizar la temporada y su lugar fue ocupado por el Motor Action FC.
A nivel internacional participó en un torneo continental, en la Recopa Africana 1995, donde fue eliminado en las semifinales por el JS Kabylie de Argelia.

## Palmarés
- Copa de Zimbabue: 1

1994

## Participación en competiciones de la CAF
| Temporada | Torneo          | Ronda            | Club               | Casa | Visita | Global  |
| --------- | --------------- | ---------------- | ------------------ | ---- | ------ | ------- |
| 1995      | Recopa Africana | 1                | US Saint-Andréenne | 2-0  | 3-1    | 5-1     |
| 1995      | Recopa Africana | 2                | Kabwe Warriors FC  | 0-0  | 3-1    | 3-1     |
| 1995      | Recopa Africana | Cuartos de final | Young Africans FC  | 2-1  | 2-1    | 4-2     |
| 1995      | Recopa Africana | Semifinales      | JS Kabylie         | 2-1  | 0-1    | 2-2 (v) |

## Jugadores

### Jugadores destacados
| - Denver Mukamba | - George Mbwando |